# Angiolo Tricca
Angiolo Tricca (Sansepolcro, 17 febbraio 1817 – Firenze, 23 marzo 1884) è stato un illustratore e pittore italiano.

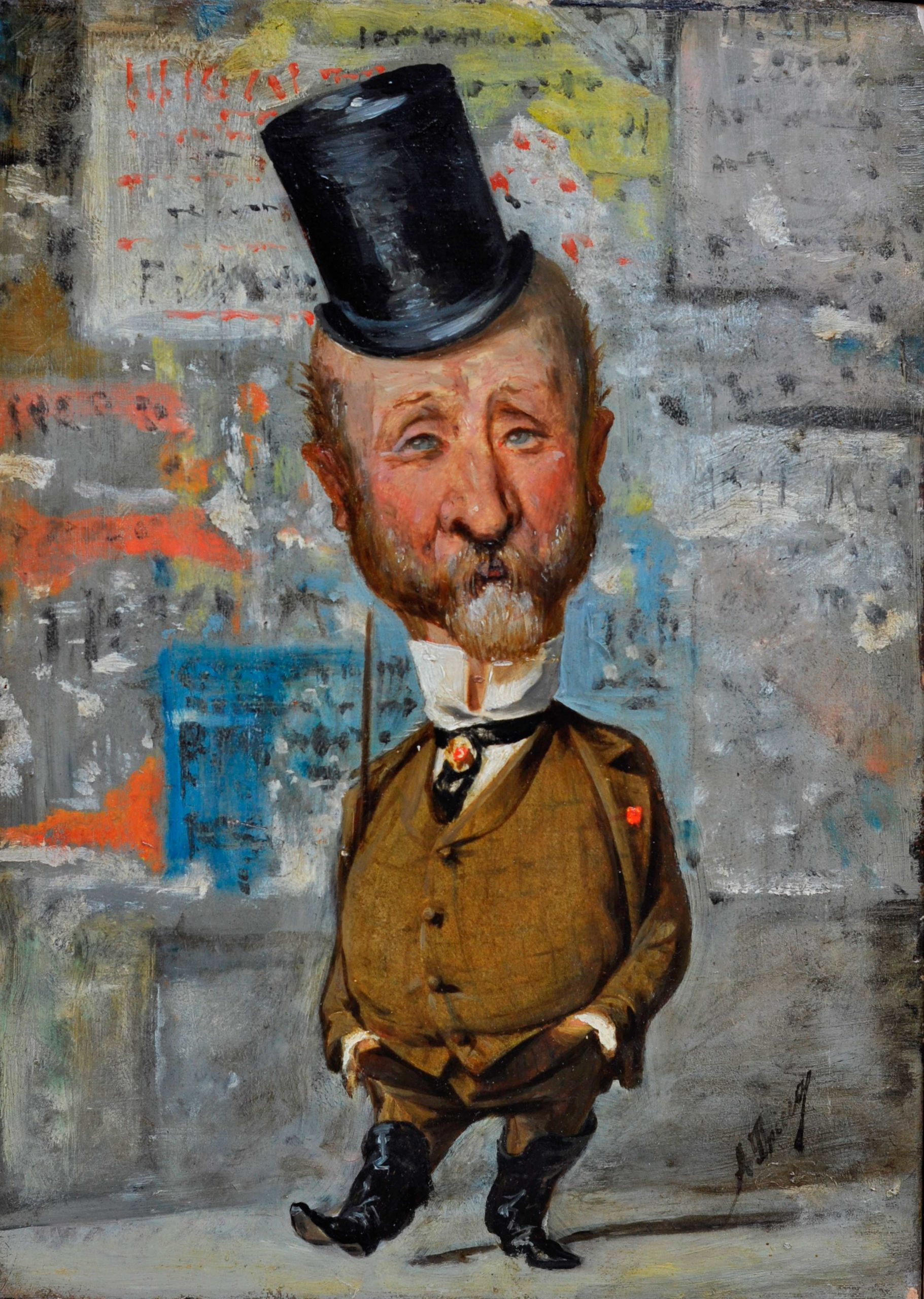
Tricca: una caricatura di Collodi del 1875.

Noto soprattutto per le caricature e i disegni umoristici che spesso avevano come oggetto famosi artisti fiorentini (Carlo Lorenzini in arte Collodi, Giovanni Fattori, Telemaco Signorini, Odoardo Borrani), frequentatori del Caffè Michelangelo.
Nel corso della sua carriera collaborò con alcuni giornali satirici pubblicati a Firenze nella seconda metà dell'Ottocento (Il Piovano Arlotto, Il Lampione e La Lanterna di Diogene, con lo pseudonimo "Tita").

## Biografia
Tricca nasce a Sansepolcro (popolarmente anche Borgo San Sepolcro), in Valtiberina, nel 1817. Allievo del pittore Vincenzo Chialli, nel 1837 si trasferisce a Firenze per frequentare l'Accademia di Belle Arti. Particolarmente abile nel disegno, ancor più che nella pittura, ottiene subito numerose commissioni: in particolare copiare opere dei grandi maestri che serviranno poi per pubblicazioni a stampa dell'epoca.

Sia nel 1844 sia nel 1850 tenta di ottenere la cattedra di disegno all'Accademia di Firenze, ma senza successo. Nel 1845 si iscrive alla Società Promotrice Fiorentina, proseguendo la sua attività di disegnatore. Nel 1848 partecipa alla prima guerra di indipendenza. A partire dal 1849 inizia a collaborare a vari giornali satirici con vignette e caricature anonime e diviene un frequentatore abituale del Caffè Michelangiolo. Sempre in questi anni inizia ad interessarsi di fotografia e di cromolitografia, ma non abbandona la sua attività di "ricopiatore" di opere d'arte, anzi proprio grazie a questa sua abilità avrà modo di collaborare con vari mercanti d'arte e di cimentarsi anche in restauri (come ad esempio quello del Ritratto del duca di Nemours di Raffaello).

Nel 1875 trasforma il suo atelier di pittore in una bottega antiquaria. Ma, paradossalmente, è proprio a partire da questo evento che realizzerà i suoi dipinti più importanti e inizierà a insegnare pittura (tra i suoi allievi avrà anche Federico Andreotti).

Tricca muore a Firenze nel 1884, ma viene sepolto nella sua città natale. Nel primo anniversario della morte il comune di Sansepolcro gli dedica un monumento all'interno del cimitero, opera del figlio Fosco (anch'egli artista).